# قلعه تپه بادله کوه
قلعه تپه بادله کوه مربوط به هزاره اول قبل از میلاد است و در شهرستان دامغان، روستای بادله کوه واقع شده و این اثر در تاریخ ۶ آذر ۱۳۷۸ با شمارهٔ ثبت ۲۴۷۸ به‌عنوان یکی از آثار ملی ایران به ثبت رسیده است.